# Chorebus sakhalinensis
Chorebus sakhalinensis är en stekelart som beskrevs av Vladimir Ivanovich Tobias 1998. Chorebus sakhalinensis ingår i släktet Chorebus och familjen bracksteklar. Inga underarter finns listade i Catalogue of Life.